# Michael Kiwanuka
Pour les articles homonymes, voir Kiwanuka.
Michael Kiwanuka est un chanteur britannique, fréquemment comparé à Bill Withers ou à Otis Redding. Il a été désigné meilleur son de l'année 2012 par un sondage de la BBC en janvier 2012. Il sort son premier album studio Home Again le 16 mars 2012.

## Biographie
Fils d'un couple d'Ougandais ayant fui le régime d'Idi Amin Dada,, Michael Samuel Kiwanuka grandit dans le quartier de Muswell Hill, dans le nord de Londres, développant une passion pour le club de football Tottenham et pour la guitare : « à la maison, il y avait peu de musique car le tourne-disques était cassé. On avait une ou deux cassettes, et la radio de ma mère. C’est elle qui a économisé pour m’offrir une guitare pour mes 12 ans. Ça a été une révélation : je me suis inscrit à tous les cours de musique de l’école, j’ai joué avec des tas de gens, participé à des tas de groupes. Rien d’autre ne m’intéressait vraiment ». Dans les groupes dans lesquels il joue adolescent, il est notamment influencé par Nirvana ou Radiohead.
L'écoute à 15 ans de deux disques offerts par un ami (Sitting On The Dock Of The Bay d'Otis Redding et l'album The Freewheelin' Bob Dylan) l'encourage à faire de la musique en solo,,. Il devient alors musicien de studio (notamment pour des artistes R&B, funk et jazz) puis ambitionne d'écrire pour les autres, avant de réaliser qu'il devait chanter pour se faire connaître dans le milieu : « C’est surtout quand j’ai commencé à écrire des chansons que j’ai pris davantage conscience de ma voix. Mais il m’a fallu beaucoup de persévérance ». Il étudia à l'École des médias, des arts, et du design de l'université de Westminster.
Le producteur Paul Butler, chanteur, musicien et producteur des The Bees le prend alors sous son aile, et enregistre avec lui son premier album sur l'île de Wight,. Home Again est remarqué par la critique, qui en fait l'un des futurs « prodige » de la soul britannique, certains voyant un « futur grand ». La chanson qui ouvre l'album, Tell Me A Tale, est décrite par les Inrocks comme conjuguant « le groove enivrant du Dear Mister Fantasy de Traffic, l’hédonisme soul de Curtis Mayfield et la sensualité de Van Morrison », ce qui en ferait un « classique » immédiat, notamment avec son « irrésistible envolée de flûtes ».

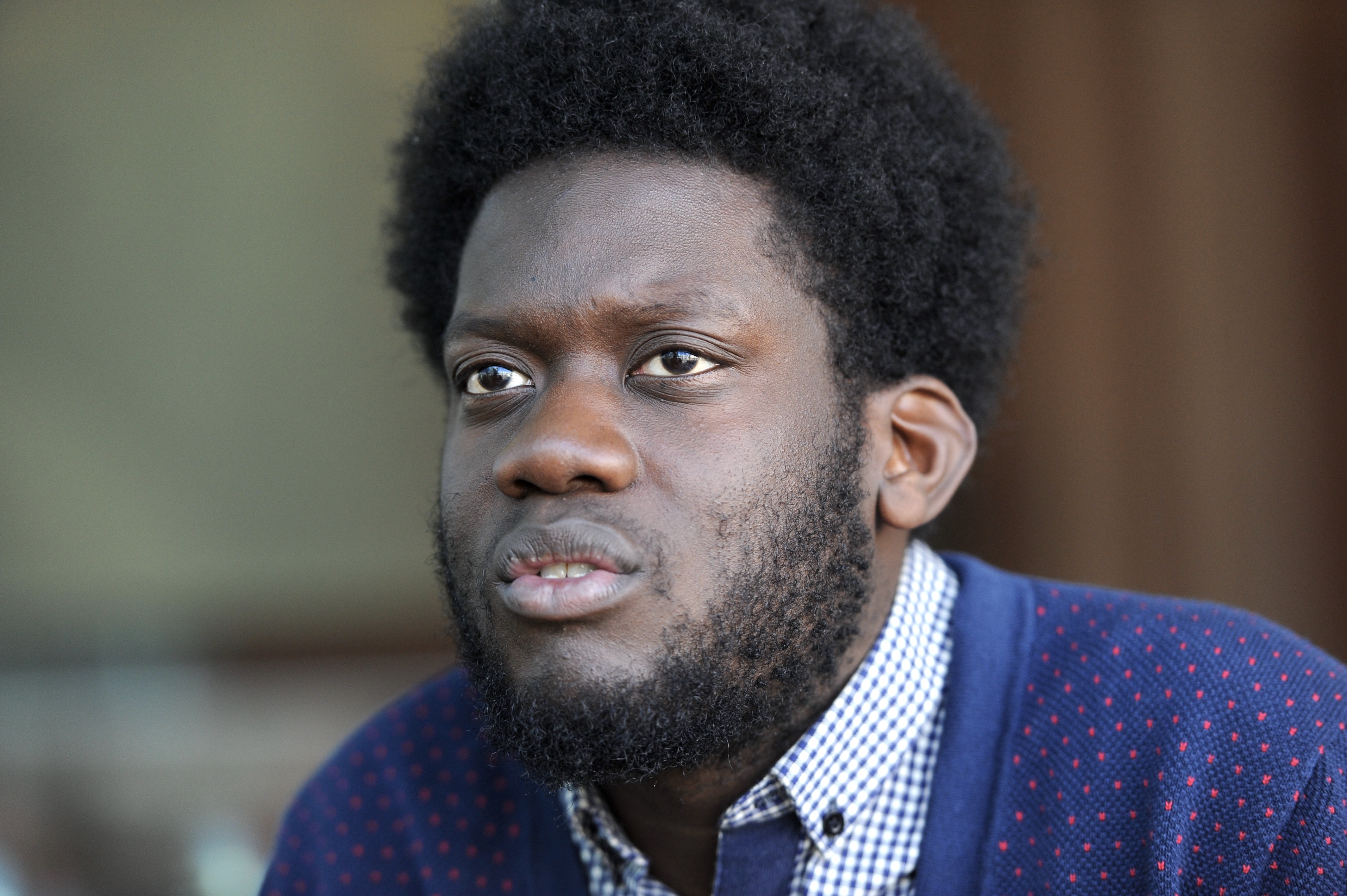
Michael Kiwanuka, le 27 mars 2012 à Paris.

Il est nommé en janvier 2012 meilleur nouveau son de l'année par un sondage de la BBC, devançant des artistes comme Skrillex ou Azealia Banks. Il assure notamment la première partie des concerts d'Adele. Il collabore avec Dan Auerbach (membre des Black Keys) pour un titre, Lasan, qui sort en face B de son single I'm Getting Ready.
En juillet 2016, son deuxième album, Love & Hate, est publié. Le morceau introductif "Cold little heart" est utilisé par la série Big Little Lies pour le générique introductif de chaque épisode des saisons 1 et 2 diffusées entre 2017 et 2019, tandis que la chanson "Love & Hate" est utilisée dans le film sorti en 2020 : Dette de sang The Tax Collector.
Il sort son troisième album, intitulé Kiwanuka, en novembre 2019; celui-ci remporte le Mercury Prize récompensant le meilleur album britannique de l'année 2020. En décembre 2020, il remixe le morceau "13th Century Metal" de Brittany Howard, chanteuse du groupe Alabama Shakes.

## Style musical
Kiwanuka est souvent comparé à Bill Withers ou Van Morrison pour son timbre de voix légèrement éraillé,,. Sa musique mêle « l'intimité de la folk à l'élégance et la chaleur de la Soul ». Certains critiques décrivent sa musique comme étant « une folk-soul dépouillée et intemporelle ».
Il avoue que « la découverte du morceau d’Otis Redding, Sitting on the Dock of the Bay » l’a « particulièrement marqué ». Michael Kiwanuka est également inspiré par la folk, notamment celle de Bob Dylan. Des critiques ont également noté des similitudes de sa musique avec la folk de Tim Buckley.

## Discographie

### Extended Play (EP)
| Titre                                       | Détails                                                                                 |
| ------------------------------------------- | --------------------------------------------------------------------------------------- |
| Tell Me a Tale (The Isle of Wight Sessions) | - Sortie: 24 avril 2011 - Label: Communion Records - Format: téléchargement digital     |
| iTunes Festival: London 2011                | - Sortie : 8 juillet 2011 - Label: Polydor Records - Format: Téléchargement digital     |
| I'm Getting Ready                           | - Sortie: 24 juillet 2011 - Label : Communion Records - Format : Téléchargement digital |

### Albums studio
| Titre         | Détails |
| ------------- | --- |
| Home Again    | - Sortie : 16 mars 2012 - Label : Polydor Records - Format : CD, vinyle, Téléchargement digital               |
| Love & Hate   | - Sortie : 15 juillet 2016 - Label : Polydor Record - Format : CD, vinyle, Téléchargement digital             |
| Kiwanuka      | - Sortie : 1er novembre 2019 - Label : Polydor Record - Format : CD, vinyle, Téléchargement digital           |
| Small Changes | - Sortie : 15 novembre 2024 - Label : Polydor Record - Format : CD, vinyle, Téléchargement digital, Streaming |

### Albums live
| Titre     | Détails                                                                  |
| --------- | ------------------------------------------------------------------------ |
| Out Loud! | - Sortie : 21 avril 2018 - Label : Polydor Records - Format : Vinyle, LP |

### Singles
| Année | Single            | Meilleure position | Meilleure position | Meilleure position | Meilleure position | Meilleure position | Album      |
| Année | Single            | Royaume-Uni        | Belgique (FL)      | Belgique (WA)      | Pays-Bas           | Écosse             | Album      |
| ----- | ----------------- | ------------------ | ------------------ | ------------------ | ------------------ | ------------------ | ---------- |
| 2011  | I'm Getting Ready | 187                | —                  | —                  | —                  | —                  | Home Again |
| 2012  | Home Again        | 29                 | 3                  | 61                 | 59                 | 34                 | Home Again |

## Filmographie
- 2019 : Yesterday de Danny Boyle : lui-même